# 2023–2024-es magyar női vízilabdakupa
A 2023–2024-es magyar női vízilabdakupa (hivatalosan BENU Női Magyar Kupa) a magyar vízilabda-bajnokság után a második legrangosabb hazai versenysorozat. A Magyar Vízilabda-szövetség írta ki és 10 csapat részvételével bonyolította le. A mérkőzéssorozat győztese a LEN-Európa-kupában indulhatott.

## Lebonyolítás
A 2022–2023-as OB I csapatai számára kötelező volt az indulás.
A kupa három szakaszból állt.
Kvalifikációs szakasz
A 2022–2023-as OB I első négy helyezettje ebben a körben kiemelt volt. A többi indulót háromcsapatos csoportokba sorsolták. Egy csoportot egy hétvégén, egy helyszínen rendeztek meg. A csoportok első két helyezettje a negyeddöntőbe jutott. Időpont: 2023. szeptember 22−23.
Negyeddöntő
A csapatokat kiemelés nélkül sorsolták ki. A továbbjutást két mérkőzésen döntötték el. Az összecsapásokon volt döntetlen eredmény. Ha az összesített gólkülönbség alapján nem dőlt el a továbbjutás, akkor a második mérkőzés után büntetődobások következtek. Időpont: 2023. szeptember 29−30.
Final 4
A csapatokat kiemelés nélkül sorsolták ki. A továbbjutást egy mérkőzésen döntötték el. A 3. helyért nem rendeztek mérkőzést. Időpont: 2023. november 10–11., helyszín: Laky Károly-uszoda

## Eredmények

### Kvalifikáció
szeptember 22–23.
A csoport (Szentes)
| Hely. | Csapat            | M | Gy | D | V | G+ | G– | Gk  | P | Továbbjutás vagy kiesés      |  | III   | SZEN  | TB   |
| ----- | ----------------- | - | -- | - | - | -- | -- | --- | - | ---------------------------- |  | ----- | ----- | ---- |
| 1.    | III. Kerületi TVE | 2 | 2  | 0 | 0 | 32 | 22 | +10 | 6 | Továbbjutott a negyeddöntőbe |  | —     | 15–13 | 17–9 |
| 2.    | Szentesi VK       | 2 | 1  | 0 | 1 | 27 | 22 | +5  | 3 | Továbbjutott a negyeddöntőbe |  | 13–15 | —     | 14–7 |
| 3.    | Tatabánya         | 2 | 0  | 0 | 2 | 16 | 31 | −15 | 0 |                              |  | 9–17  | 7–14  | —    |

B csoport (Győr)
| Hely. | Csapat     | M | Gy | D | V | G+ | G– | Gk  | P | Továbbjutás vagy kiesés      |  | BVSC | SZEG  | GYŐR  |
| ----- | ---------- | - | -- | - | - | -- | -- | --- | - | ---------------------------- |  | ---- | ----- | ----- |
| 1.    | BVSC-Zugló | 2 | 2  | 0 | 0 | 34 | 14 | +20 | 6 | Továbbjutott a negyeddöntőbe |  | —    | 15–8  | 19–6  |
| 2.    | Szegedi VE | 2 | 1  | 0 | 1 | 20 | 26 | −6  | 3 | Továbbjutott a negyeddöntőbe |  | 8–15 | —     | 12–11 |
| 3.    | Győri VSE  | 2 | 0  | 0 | 2 | 17 | 31 | −14 | 0 |                              |  | 6–19 | 11–12 | —     |

### Negyeddöntők
szeptember 29-30.
| 1. csapat                | Össz. | 2. csapat         | 1. mérk. | 2. mérk. |
| ------------------------ | ----- | ----------------- | -------- | -------- |
| Szegedi VE               | 7–35  | UVSE              | 3–18     | 4–17     |
| Egri VK                  | 16–29 | Ferencvárosi TC   | 13–13    | 3–16     |
| BVSC-Zugló               | 30–15 | Szentesi VK       | 16–7     | 14–8     |
| Dunaújvárosi Főiskola VE | 32–20 | III. Kerületi TVE | 15–12    | 17–8     |

### Elődöntők
november 10.
| 1. csapat       | Eredmény | 2. csapat                |
| --------------- | -------- | ------------------------ |
| BVSC-Zugló      | 11–17    | UVSE                     |
| Ferencvárosi TC | 11–7     | Dunaújvárosi Főiskola VE |

### Döntő
| 2023. november 11. 20:00 | Ferencváros               | 12–13 | UVSE    | Laky Károly uszoda Nézőszám: 600 Játékvezetők: Debreceni Csanádi |
| 2023. november 11. 20:00 | (2–3, 3–1, 2–1, 1–3, 4–5) |       |         | Laky Károly uszoda Nézőszám: 600 Játékvezetők: Debreceni Csanádi |
| 2023. november 11. 20:00 | Gurisatti 3               |       | Hajdú 3 | Laky Károly uszoda Nézőszám: 600 Játékvezetők: Debreceni Csanádi |

Az UVSE kupagyőztes csapatának tagjai: Aubéli Tekla, Baksa Vanda, Faragó Kamilla, Golopencza Nóra, Golopencza Szonja, Hajdú Kata, Irmes Rozália, Kenéz Kincső, Kóka Zelma, Lendvay Zoé, Magyari Alda, Mácsai Eszter, Peresztegi Nagy Kinga, Szegedi Panni, Tiba Panna, Varró Eszter, vezetőedző: Benczur Márton